# Buzara gestroi
Buzara gestroi är en fjärilsart som beskrevs av Charles Oberthür 1880. Buzara gestroi ingår i släktet Buzara och familjen nattflyn. Inga underarter finns listade i Catalogue of Life.